# Stipagrostis seelyae
Stipagrostis seelyae là một loài thực vật có hoa trong họ Hòa thảo. Loài này được De Winter miêu tả khoa học đầu tiên năm 1990.